# Miniscia adera
Miniscia adera är en insektsart som beskrevs av Medler 1991. Miniscia adera ingår i släktet Miniscia och familjen Flatidae. Inga underarter finns listade i Catalogue of Life.